# Thanawat Lekthong
Thanawat Lekthong (thailändisch ธนวัฒน์ เหล็กทอง, * 5. Oktober 1998) ist ein thailändischer Fußballspieler.

## Karriere
Thanawat Lekthong erlernte das Fußballspielen in der Jugendmannschaft vom Sukhothai FC. Hier unterschrieb er Ende 2018 auch seinen ersten Profivertrag. Der Verein aus Sukhothai spielte in der ersten thailändischen Liga, der Thai League. Sein Erstligadebüt gab er am 25. Mai 2019 im Heimspiel gegen den Chainat Hornbill FC. Hier wurde er in der 90.+3 Minute für Iain Ramsay eingewechselt. Das war auch sein einziger Einsatz für Sukhothai in der ersten Liga. Im Januar 2020 wechselte er zum Drittligisten Uttaradit FC nach Uttaradit. Uttaradit spielte in der Northern Region.